# Sophia Kennedy

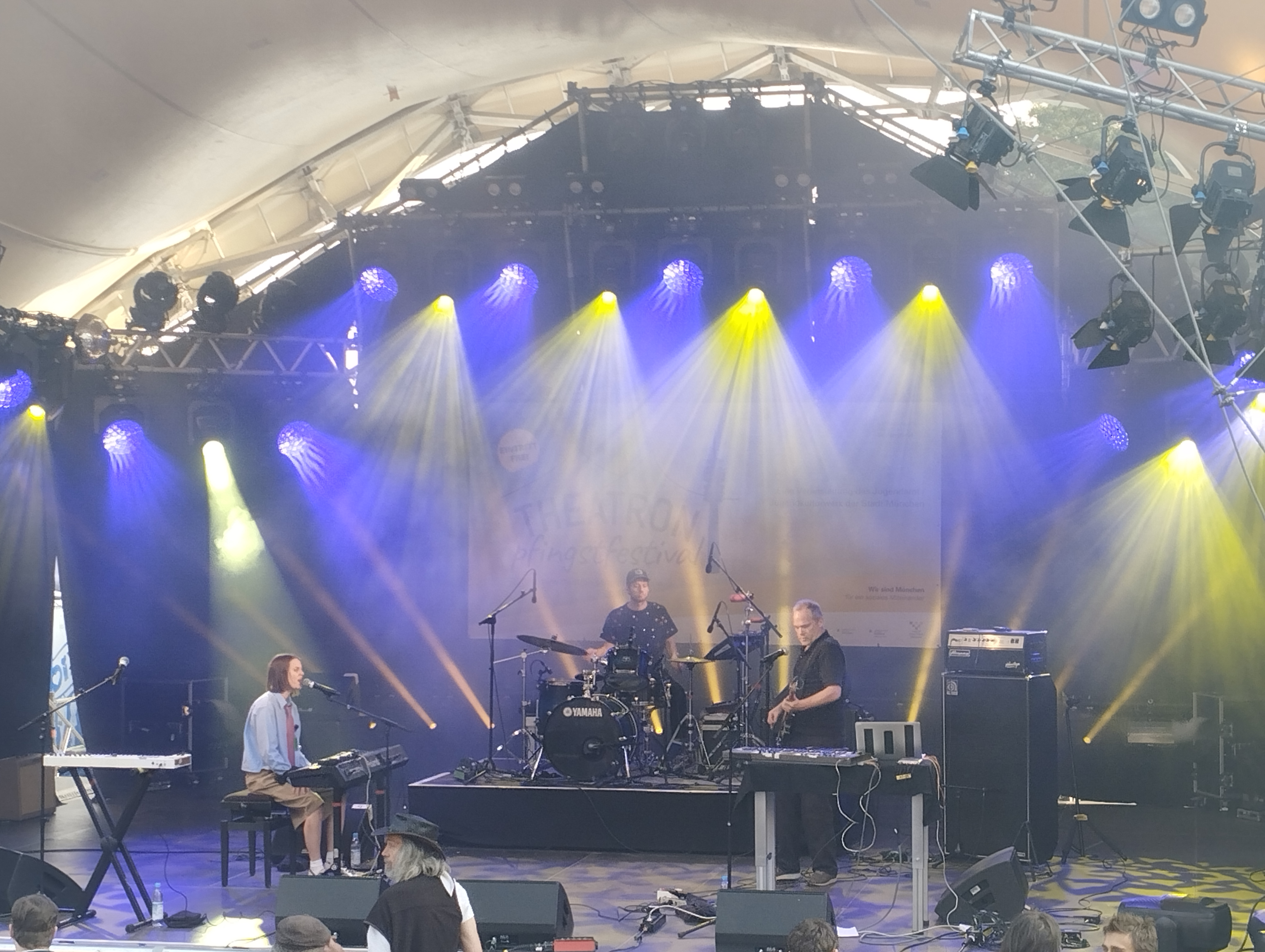

Sophia Kennedy (* 11. August 1989, Baltimore, Vereinigte Staaten) ist eine amerikanische Sängerin, Musikerin und Produzentin. Sie lebt in Hamburg.

## Biografie
Sophia Kennedy wurde in Baltimore, Maryland geboren und wuchs in Deutschland auf. Bereits in der achten Klasse trat sie in Bielefeld am Gymnasium der von Bodelschwinghschen Stiftungen Bethel öffentlich musikalisch in Erscheinung, an dem sie 2009 auch ihre Abiturprüfung ablegte. Kennedy zog nach Hamburg, um an der Hochschule für Bildende Künste (HfBK) Film zu studieren. 
Im Jahr 2013 veröffentlichte sie zusammen mit Erobique ihre erste Single Angel Lagoon. Gemeinsam mit Helena Ratka gründete sie das elektronisch orientierte Duo Shari Vari. Im Januar 2017 brachte das Duo seine erste EP Life Should Be a Holiday auf dem Label it’s von Richard von der Schulenburg heraus.
Ihr Debütalbum nahm Sophia Kennedy zusammen mit Mense Reents in dem Studio der Goldenen Zitronen in Hamburg auf. Es wurde 2017 auf dem Label Pampa Records von DJ Koze veröffentlicht. 
2018 war Kennedy zudem auf den Stücken Drone Me Up, Flashy und This Is My Rock von DJ Kozes Album Knock Knock zu hören, in denen sie auch auf Deutsch singt. Im darauffolgenden Jahr veröffentlichte sie mit Man weiß es nicht genau ein Duett mit Stella Sommer, auf dem sie abermals in deutscher Sprache zu hören ist. Im selben Jahr erschien auch der „minimalistisch kühle Avantgarde-Pop-Song“ (ByteFM) Out Of Order als Vorab-Single zu Shari Varis Debüt-Album Now. Im Jahr 2021 erschien das zweite Album von Kennedy mit dem Titel Monsters beim Label City Slang. Das Album wurde 2022 mit dem VUT Award in der Kategorie Bestes Album ausgezeichnet.

## Rezeption
Kennedys gleichnamiges Debütalbum wurde in der deutschen Fachpresse lobend besprochen. So wurde es von der taz als „eigentümliche Klangmischung aus Vertrautem und Verfremdetem“ bezeichnet. Die Intro nannte es ein „euphorisch machendes Debüt“ und schrieb weiter: „Die Vibes der Platte ähneln denen eines vergessenen Meisterwerks aus der goldenen Ära der Songwriter-Kunst und vertragen sich mit den Kniffen und Klängen des postmodernen Pop bestens.“ Daniel Gerhardt von Zeit Online findet, dass Kennedy „mit ihrem Debütalbum ein selten so reibungslos gehörter Quereinstieg“ gelingt. Weiter stellt er fest, „Souverän hantiert sie mit Laptop, Gitarre, Orgel und Textbausteinen, singt dazu kraftvoll, aber niemals kraftmeierisch und biegt ihre Vier-Minuten-Stücke meistens so hin, dass man schon ab der zweiten Strophe mitsingen kann. Oder es wenigstens glauben zu können.“ Ihr Album sprudele laut Frankfurter Rundschau außerdem „vor Einfällen und verkneift sich jede autobiografische Betroffenheitslyrik.“
ByteFM kürte Kennedys Debüt zum Album der Woche und resümierte: „In jeder Rolle strahlt Sophia Kennedys Stimme Stärke und Souveränität aus und vollendet so ihre entzückend-vertrackten, vielschichtigen Kompositionen.“

## Diskografie
- Angel Lagoon (2013), Single
- Sophia Kennedy, Album (Pampa Records, 2017)
- Being Special (Pampa Records, 2017), Single
- Man weiß es nicht genau (Buback Tonträger, 2019), Single mit Stella Sommer
- Monsters, Album (City Slang Records, 2021)
- Wespennest (feat. Sophia Kennedy) – DJ Koze (Pampa Records, 2023), Single

- Squeeze me, Album (City Slang, 2025)[16]

Shari Vari:
- Life Should Be a Holiday (it’s, 2017), EP
- Now (Malka Tuti, 2019) LP

## Auszeichnungen
- 2017: HANS – Der Hamburger Musikpreis in der Kategorie Album des Jahres für Sophia Kennedy
- 2022: VUT Indie Award in der Kategorie Bestes Album für Monsters (vergeben vom Verband unabhängiger Musikunternehmen)